# Dorytomus tremulae
Dorytomus tremulae är en skalbaggsart som först beskrevs av Fabricius 1787.  Dorytomus tremulae ingår i släktet Dorytomus, och familjen vivlar. Arten är reproducerande i Sverige.